# Geese

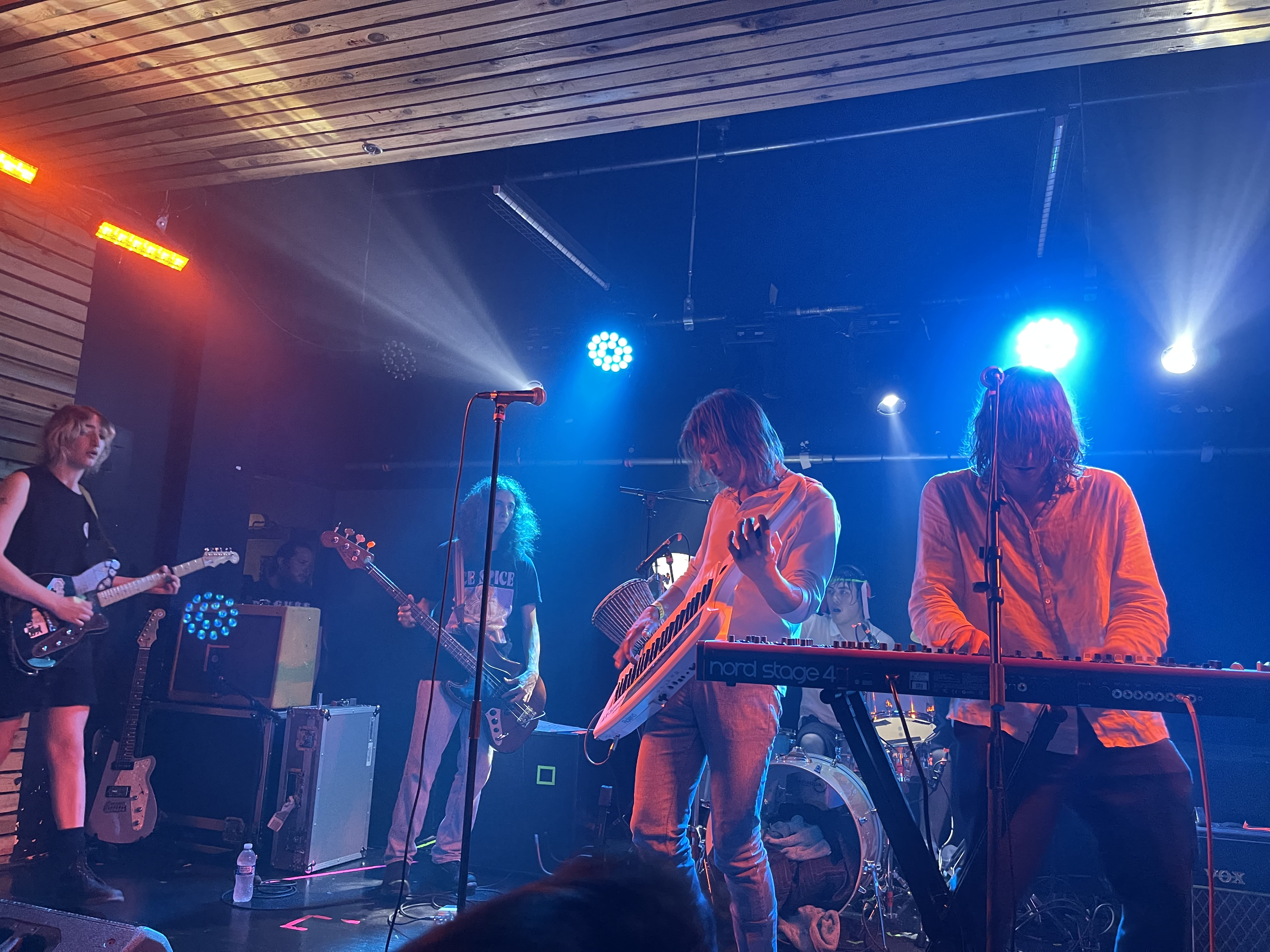
Geese em um show em 2024

Geese é uma banda de rock norte-americana formada em 2016 no Brooklyn, em Nova Iorque. A banda é formada atualmente por Cameron Winter (vocal, teclado, guitarra), Emily Green (guitarra), Dominic DiGesu (baixo), Max Bassin (bateria) e Sam Revaz (teclado, keytar).
A banda possui até o momento três álbuns de estúdio: A Beautiful Memory (2018), Projector (2021) e 3D Country (2023).

## História

### Formação e primeiros anos
A banda foi formada em 2016, enquanto os membros estudavam na Brooklyn Friends School e na Little Red School House, na cidade de Nova York. Eles lançaram de forma independente EP, seu EP de estreia, em 2018, seguido por um álbum, A Beautiful Memory, no mesmo ano. E um segundo EP, Bottomless Pink Lagoon, em 2019. Todos esses três lançamentos foram posteriormente removidos das plataformas de streaming.
A banda pretendia se separar quando se formassem no ensino médio em 2020, porém em meados de 2020, as demos produzidas pela banda atraíram a atenção de várias gravadoras, incluindo 4AD, Fat Possum e Sub Pop. A banda assinou com a Partisan Records.

### 2021:Projector
A banda lançou seu segundo álbum e estreia em gravadora, Projector, em 29 de outubro de 2021. Foi gravado de 2019 ao início de 2020 e mixado por Dan Carey. O álbum foi recebido com aclamação da crítica, obtendo uma média de 83 de 100 no Metacritic, com base em oito avaliações.

### 2023–presente:3D Countrye4D Country
A banda lançou seu terceiro álbum de estúdio, 3D Country, em 23 de junho de 2023. Foi produzido por James Ford. O álbum teve quatro singles lançados antes de seu lançamento: "Cowboy Nudes", "3D Country", "Mysterious Love" e "I See Myself". Em 13 de outubro de 2023, a banda lançou o EP correspondente, 4D Country, apresentando músicas inéditas das sessões de gravação do 3D Country. Em Dezembro de 2023, Geese anunciou em suas redes sociais que o guitarrista, Foster Hudson, deixaria a banda para focar na vida acadêmica e que a banda continuaria como um quarteto.[carece de fontes?]
Cameron Winter, membro da banda, lançou seu primeiro álbum solo, Heavy Metal, em 6 de dezembro de 2024.

## Membros
Membros atuais
- Cameron Winter – vocais, teclados, guitarra (2016–presente)
- Emily Green – guitarra (2016–presente)
- Dominic DiGesu – baixo (2016–presente)
- Max Bassin – bateria (2016–presente)
- Sam Revaz – teclados, keytar (2022–presente; membro em turnê de 2022 a 2024)

Ex-membros
- Foster Hudson – guitarra (2016–2023)

## Discografia

### Álbuns de estúdio
- A Beautiful Memory (2018)
- Projector (2021)
- 3D Country (2023)

### Singles
- "Disco" (2021)
- "Low Era" (2021)
- "Projector" (2021)
- "Cowboy Nudes" (2023)
- "3D Country" (2023)
- "Mysterious Love" (2023)
- "I See Myself" (2023)
- "Islands of Men" (2024)

## Turnês

### Turnê Principal
- Projector Tour (2021-2022)
- 3D Country Tour (2023)

### Ato de abertura
- Greta Van Fleet - Starcatcher Tour (2024)
- King Gizzard & the Lizard Wizard - Flight b741 Tour (2024)
- Vampire Weekend - Only God Was Above Us Tour Part 2 (2025)